# Schifflange
Schifflange (in lussemburghese: Schëffleng; in tedesco: Schifflingen) è un comune del Lussemburgo sud-occidentale. Fa parte del cantone di Esch-sur-Alzette, nel distretto di Lussemburgo.
Nel 2009, la città di Schifflange, capoluogo del comune che si trova nella parte occidentale del suo territorio, aveva una popolazione di 8 786 abitanti.
Il comune di Schifflange fu costituito il 15 agosto 1876, quando fu scorporato da quello di Esch-sur-Alzette. La legge costitutiva del comune fu approvata il 6 luglio 1876.